# 尾島早都樹
尾島 早都樹（おじま さつき、1994年10月6日 - ）は、元アナウンサー。

## 来歴・人物
2018年にチューリップテレビに入社。
2021年3月31日をもってチューリップテレビを退社し、翌4月1日に長野放送に移籍した。
2022年7月27日、長野放送を退社していたことが発表された。退職日は非公表だが、直前にバスケットボール選手の岡田侑大との不倫が報じられていた。

## 担当番組
太字は出演中

### 長野放送
- 土曜はこれダネッ!（中継リポーター、2022年4月2日 - 2022年7月）
- おはようNBS（MC、2021年4月24日 - 2022年7月）
- スポーツ中継（サッカーなど）
- 発見‼信州の安心なお店（ナレーター、2021年6月5日 - 2021年8月28日）
- ふるさとライブ（MC、2021年4月5日 - 2022年4月1日）

### チューリップテレビ
- N6（サブキャスター）
- NEWS深夜便（月曜・火曜日）
- 柴田理恵認定 ゆるゆる富山遺産